# Konijnenburgia
Konijnenburgia is een geslacht van uitgestorven varens uit de familie Matoniaceae, in 2010 afgesplitst van het geslacht Nathorstia.
Er zijn vooral vertegenwoordigers uit het boven-Krijt (100 tot 65 miljoen jaar geleden). Fossielen van Konijnenburgia, vooral fossiele sporen, zijn gevonden in onder andere Groenland en Tsjechië.

## Naamgeving en etymologie
- Synoniem: Nathorstia Heer

De botanische naam Konijnenburgia is een eerbetoon aan de Nederlandse paleobotanicus Han van Konijnenburg-van Cittert.

## Soortenlijst
Hier volgt een onvolledige soortenlijst:
- Konijnenburgia alata (Halle) comb. nov.
- Konijnenburgia bohemica
- Konijnenburgia galleyi (Miner) comb. nov.
- Konijnenburgia latifolia (Nathorst) comb. nov.

Geslacht: Konijnenburgia †

Soorten: K. alata · K. bohemica · K. galleyi · K. latifolia

Geslacht: Matonia

Soorten: M. foxworthyi · M. pectinata

Geslacht: Nathorstia †

Soort: N. angustifolia · N. fascia 

Geslacht: Phanerosorus

Soorten: P. major · P. sarmentosus 

Geslacht: Phlebopteris †

Soorten: P. angustiloba · P. braunii · P. elegans · P. hirsuta · P. polypodioides · P. smithii